# Progressione del record italiano della staffetta 4×400 metri maschile
La voce seguente illustra la progressione del record italiano della staffetta 4×400 metri maschile di atletica leggera.
Il primo record italiano femminile di questa disciplina venne ratificato il 9 ottobre 1910.

## Progressione
| Tempo    | Squadra                        | Atlete                                                               | Luogo             | Data              | Note |
| -------- | ------------------------------ | -------------------------------------------------------------------- | ----------------- | ----------------- | ---- |
| 3'43"0   | Athletic Club Torino           | Franco Giongo Secondo Artino Roberto Bacolla Massimo Cartasegna      | Milano            | 9 ottobre 1910    | y m  |
| 3'41"4/5 | Pro Morivione                  | Giuseppe Bernardoni Giuseppe Butti Dante Bertoni Angelo Grosselli    | Milano            | 21 settembre 1913 | y m  |
| 3'39"1/5 | Virtus Atletica Bologna        | Gianercole Salvi Vittorio Costa Federico Colombo Franco Giongo       | Milano            | 27 settembre 1914 | m    |
| 3'38"2/5 | Società Ginnastica Gallaratese | Ennio Maffiolini Marco Rossi Giuseppe Bonini Dante Bertoni           | Bologna           | 19 settembre 1921 | m    |
| 3'29"3/5 | Sport Club Italia              | Giovanni Tosi Mario Cavalleri Umberto Picco Mario Ferrari            | Busto Arsizio     | 2 luglio 1922     | m    |
| 3'27"2/5 | Virtus Atletica Bologna        | Giuseppe Mantelli Ermete Alfieri Franco Giongo Paolo Bogani          | Busto Arsizio     | 17 settembre 1922 | m    |
| 3'25"4/5 | Società Ginnastica Gallaratese | Giuseppe Tosi Dante Bertoni Ennio Maffiolini Luigi Facelli           | Bologna           | 21 settembre 1924 | m    |
| 3'25"4/5 | Squadra nazionale              | Giacomo Carlini Guido Cominotto Ettore Tavernari Luigi Facelli       | Colombes          | 10 giugno 1928    | m    |
| 3'23"0   | Squadra nazionale              | Guido Cominotto Luigi Facelli Ettore Tavernari Giacomo Carlini       | Bologna           | 15 luglio 1928    | m    |
| 3'18"3/5 | Squadra nazionale              | Paolo Jodice Giacomo Carlini Luigi Facelli Ettore Tavernari          | Bologna           | 14 luglio 1929    | m    |
| 3'17"8   | Squadra nazionale              | Giacomo Carlini Giovanni Turba Mario De Negri Luigi Facelli          | Los Angeles       | 7 agosto 1932     | m    |
| 3'16"6   | Squadra nazionale              | Angelo Ferrario Marsilio Rossi Otello Spampani Mario Lanzi           | Berlino           | 8 agosto 1936     | m    |
| 3'12"4   | Squadra nazionale              | Ottavio Missoni Bruno Donnini Gioacchino Dorascenzi Mario Lanzi      | Milano            | 16 luglio 1939    | m    |
| 3'12"2   | Squadra nazionale              | Bruno Donnini Aldo Ferassuti Ottavio Missoni Mario Lanzi             | Bologna           | 29 giugno 1941    | m    |
| 3'11"0   | Squadra nazionale              | Baldassarre Porto Armando Filiput Luigi Paterlini Antonio Siddi      | Bruxelles         | 27 agosto 1950    | m    |
| 3'10"8   | Squadra nazionale              | Vincenzo Lombardo Enrico Spinozzi Francesco Bettella Renato Panciera | Firenze           | 14 ottobre 1956   | m    |
| 3'09"9   | Squadra nazionale              | Barberis Vincenzo Lombardo Nereo Fossati Renato Panciera             | Siena             | 10 luglio 1960    | m    |
| 3'09"8   | Squadra nazionale              | Giuseppe Bommarito Nereo Fossati Mario Fraschini Renato Panciera     | Roma              | 7 settembre 1960  | m    |
| 3'07"7   | Squadra nazionale              | Giuseppe Bommarito Nereo Fossati Mario Fraschini Renato Panciera     | Roma              | 7 settembre 1960  | m    |
| 3'07"6   | Squadra nazionale              | Bruno Bianchi Salvatore Morale Roberto Frinolli Sergio Bello         | Tokyo             | 20 ottobre 1964   | m    |
| 3'07"6   | Squadra nazionale              | Marco Petranelli Roberto Frinolli Furio Fusi Sergio Bello            | Modena            | 24 luglio 1966    | m    |
| 3'06"5   | Squadra nazionale              | Furio Fusi Bruno Bianchi Roberto Frinolli Sergio Bello               | Budapest          | 4 settembre 1966  | m    |
| 3'05"8   | Squadra nazionale              | Sergio Ottolina Furio Fusi Bruno Bianchi Sergio Bello                | Brescia           | 21 luglio 1968    | m    |
| 3'05"5   | Squadra nazionale              | Sergio Ottolina Furio Fusi Giacomo Puosi Sergio Bello                | Chorzów           | 18 agosto 1968    | m    |
| 3'04"8   | Squadra nazionale              | Sergio Ottolina Giacomo Puosi Furio Fusi Sergio Bello                | Città del Messico | 19 ottobre 1968   | a m  |
| 3'04"6   | Squadra nazionale              | Sergio Ottolina Giacomo Puosi Furio Fusi Sergio Bello                | Città del Messico | 20 ottobre 1968   | a m  |
| 3'04"1   | Squadra nazionale              | Claudio Trachelio Giacomo Puosi Furio Fusi Sergio Bello              | Atene             | 20 settembre 1969 | m    |
| 3'03"80  | Squadra nazionale              | Stefano Malinverni Flavio Borghi Alfonso Di Guida Roberto Tozzi      | Città del Messico | 13 settembre 1979 | a    |
| 3'03"5   | Squadra nazionale              | Stefano Malinverni Mauro Zuliani Roberto Tozzi Pietro Mennea         | Mosca             | 31 luglio 1980    | m    |
| 3'01"42  | Squadra nazionale              | Stefano Malinverni Alfonso Di Guida Roberto Ribaud Mauro Zuliani     | Zagabria          | 16 agosto 1981    |      |
| 3'01"37  | Squadra nazionale              | Giovanni Bongiorni Roberto Ribaud Vito Petrella Mauro Zuliani        | Stoccarda         | 31 agosto 1986    |      |
| 2'58"91  | Squadra nazionale              | Alessandro Sibilio Vladimir Aceti Edoardo Scotti Davide Re           | Tokyo             | 6 agosto 2021     |      |
| 2'58"81  | Squadra nazionale              | Davide Re Vladimir Aceti Edoardo Scotti Alessandro Sibilio           | Tokyo             | 7 agosto 2021     |      |